# Trascău-Gebirge

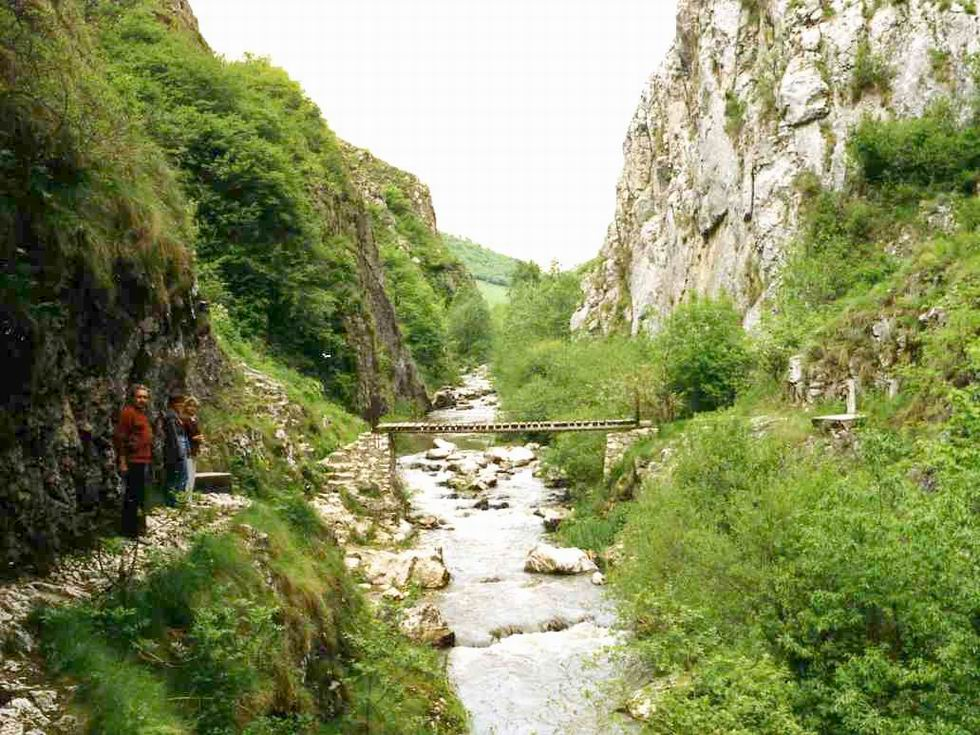
Schlucht Cheile Turzii

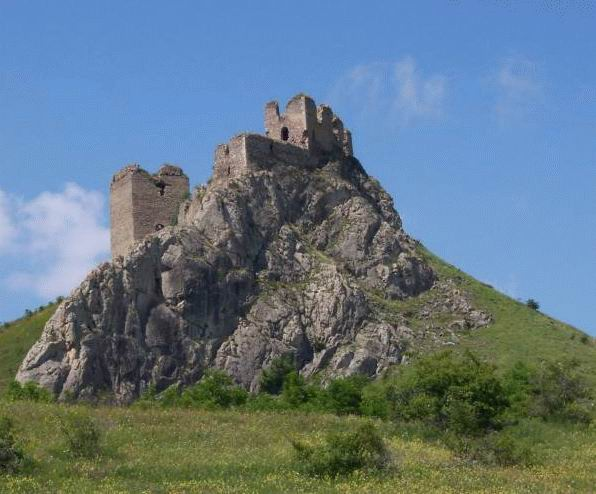
Burg Colțești (Trascău)

Das Trascău-Gebirge (rumänisch Munții Trascăului; ungarisch Torockói-hegység) ist ein Gebirgszug im Westen Siebenbürgens und östlichster Bestandteil des Apuseni-Gebirges in Rumänien.
Es erstreckt sich in einer Länge von etwa 60 Kilometern vorwiegend in Nord-Süd-Richtung westlich der Städte Turda, Aiud und Alba Iulia.
Das Gebirge wird begrenzt
- im Westen von anderen Gebirgszügen der Siebenbürger Westkarpaten:
  - Gilău-Gebirge,
  - Bihor-Gebirge,
  - Muntele Mare,
  - Siebenbürgisches Erzgebirge (als dessen Teil das  Trascău-Gebirge manchmal betrachtet wird);
- im Osten vom Siebenbürgischen Becken mit dem Fluss Mureș.

Das Trascău-Gebirge liegt in den Kreisen Cluj und Alba. Der Name leitet sich von der Ortschaft Trascău (heute Rimetea) ab.

## Geologie
Das Trascău-Gebirge besteht hauptsächlich aus Kalkstein, ferner aus Sandstein, Konglomeraten und Kristallingesteinen.

## Beschreibung
Der Gebirgszug hat eine durchschnittliche Höhe von etwa 1000 Metern, wird aber mehrfach in west-östlicher Richtung von Bächen und Flüssen unterbrochen, die letztlich in den Mureș münden. An diesen Durchbruchsstellen liegen eindrucksvolle Klammen und Schluchten, deren Entstehung durch den hohen Anteil von Kalkstein begünstigt wurde. Der Westteil des Gebirges ist von zum Teil bewaldeten, überwiegend jedoch von Wiesen bedeckten Höhenrücken geprägt. Höchste Erhebung ist der 1369 m hohe Dâmbău bei Zlatna.

## Bevölkerung
Die meisten Siedlungen im Inneren des Gebirges sind von rumänischen Bergbauern – in dieser Region Motzen genannt – bewohnt. Charakteristisch für das Siedlungsgebiet der Motzen sind Holzhäuser mit steilen Strohdächern. Diese strohgedeckten Häuser werden heute nahezu ausschließlich als Wirtschaftsgebäude genutzt.
In größeren Orten am Rand des Gebirges leben zahlreiche Ungarn. Die früher in den Städten und Bergbaudörfern stark vertretene deutsche Minderheit wurde bereits vor mehreren Jahrhunderten assimiliert.
Aufgrund des auch für rumänische Verhältnisse niedrigen Lebensstandards sind insbesondere die Bergsiedlungen von einer Abwanderung vorzugsweise junger Menschen betroffen.

## Wirtschaft
Das Trascău-Gebirge ist von Acker- und stärker noch von Weidewirtschaft geprägt. Dabei produzieren die Bewohner nahezu ausschließlich für den Eigenbedarf oder für den Kleinhandel. Der in vergangenen Jahrhunderten betriebene Bergbau wurde fast vollständig eingestellt. Industrie gibt es praktisch keine.

## Verkehr
Am Ostrand des Gebirges verlaufen die Haupt-Eisenbahnstrecken Alba Iulia–Târgu Mureș und Arad–Alba Iulia. Im Süden führt eine Nebenbahn von Alba Iulia nach Zlatna. Die Schmalspurbahn von Turda nach Abrud wurde Ende der 1990er Jahre stillgelegt.
Die größeren Ortschaften in den Gebirgstälern sind mit Bussen erreichbar. In zahlreiche kleinere Siedlungen führen nur unbefestigte Fahrstraßen, in einige kleinere, höher gelegene Bergweiler nur Fußwege.

## Tourismus
Der Fremdenverkehr ist – gemessen an den landschaftlich-kulturell gegebenen Möglichkeiten – nur schwach entwickelt. Es gibt nur eine geringe Zahl an Unterkünften, meist in der Nähe der bekannten Talschluchten. Dagegen ist das Wanderwegenetz recht dicht. In den letzten Jahren nahm der Fremdenverkehr durch das Pilgerwesen – insbesondere in der Nähe der Klöster Râmeț und Sub Piatră – einen gewissen Aufschwung.

## Sehenswürdigkeiten
- Cheile Turului (Schlucht von Tureni)
- Cheile Turzii (Thorenburger Schlucht)
- Cheile Râmețului (Râmeț-Klamm)
- Piatra Secuiului – langgestrecktes Felsmassiv bei der Gemeinde Rimetea
- Cetatea Trascăului – Burgruine bei Colțești
- Peștera Dâlbina und Peștera Huda lui Papară – Karsthöhlen, in die der Bach Huda lui Papară verschwindet bzw. aus der er wieder zu Tage tritt
- Râmeț-Kloster

## Erhebungen
Bedeutende Erhebungen im Trascău-Gebirge sind:
- Dâmbău, 1369 m
- Ardașcheia, 1250 m
- Vârful Ugerului, 1244 m
- Vârful Piatra Cetii, 1133 m
- Piatra Secuiului, 1128 m
- Piatra Craivei, 1078 m

## Einige Ortschaften im Gebirge und in der Umgebung
- Alba Iulia (Karlsburg)
- Turda (Thorenburg)
- Aiud (Straßburg am Mieresch)
- Teiuș (Dreikirchen)
- Zlatna (Kleinschlatten)
- Rimetea (Eisenburg)
- Colțești (Sankt Georgen)